# Người Xibe
Người Xibe, Sibo hay người Tích Bá (ᠰᡞᠪᡝ Sibe; giản thể: 锡伯; phồn thể: 錫伯; bính âm: Xībó) là một dân tộc Tungus sinh sống chủ yếu ở khu vực đông bắc Trung Quốc và Tân Cương. Họ là một trong 56 dân tộc được công nhận chính thức tại Cộng hòa Nhân dân Trung Hoa.

## Lịch sử
Người Tích Bá đầu tiên sinh sống tại các thung lũng Nộn Giang và sông Tùng Hoa ở trung tâm Mãn Châu. Họ được biết đến là một trong 9 nước đã bị Nỗ Nhĩ Cáp Xích tiêu diệt vào năm 1593. Họ nằm dưới quyền kiểm soát lỏng lẻo của người Mông Cổ Khoa Nhĩ Thấm kể cả khi Mông Cổ đã thần phục Nhà Thanh.
Người Tích Bá bắt đầu liên hệ trực tiếp với nhà Thanh khi họ tiến hành các chiến dịch quân sự chống lại Nga. Họ được cung cấp hậu cần hỗ trợ của nhà Thanh. Năm 1692, người Khorchin đã trao người Tích Bá, Gūwalca và Daur cho Hoàng đế Khang Hy để đổi lấy bạc. Người Tích Bá được hợp nhất vào Bát Kỳ và đóng quân tại Tề Tề Cáp Nhĩ và các thành phố khác ở Mãn Châu. Sau khi nhà Thanh chính phục Đông Thổ (Tân Cương ngày nay), Hoàng đế Càn Long năm 1764 đã cử một số người Tích Bá đến để bảo vệ biên giới mới. Họ hình thành một cộng đồng tại Huyện tự trị dân tộc Tích Bá Qapqal ở phía nam sông Ili.

## Văn hóa
Các trang phục truyền thống của người Tích Bá tương tự như trang phục truyền thống của người Mãn Châu. Ngày nay hầu như tất cả người Tích Bá đều mặc quần áo hiện đại và quần áo truyền thống chỉ được những người lớn tuổi mặc trong lễ hội. Theo truyền thống, người Tích Bá được chia thành Hala, các thị tộc bao gồm những người cùng họ. Cho đến thời hiện đại, các nhà ở của Xibe có lên đến ba thế hệ khác nhau trong cùng một gia đình, vì người ta tin rằng trong khi người cha còn sống không có người con trai nào có thể ra khỏi thị tộc và gia đình.

## Ngôn ngữ
Người Tích Bá ở phía đông bắc Trung Quốc hiện sử dụng tiếng Trung Quốc như ngôn ngữ thứ nhất, tên của người Tích Bá hiện đều theo tiếng Hán. Tại Tân Cương, hậu duệ của quân đồn trú triều đại nhà Thanh vẫn bảo tồn ngôn ngữ của họ, là một phương ngữ của tiếng Mãn Châu. Không giống như tiếng Mãn Châu, tiếng Tích Bá được ghi nhận là có 8 nguyên âm so với 6 nguyên âm của tiếng Mãn Châu, có sự khác biệt về hình thái học, và một kiểu hòa hợp nguyên âm phức tạp. Các từ vựng và cấu trúc chung của tiếng Xibe đã không bị ảnh hưởng nhiều bởi ảnh hưởng của tiếng Trung Quốc như tiếng Mãn Châu. Tuy nhiên, có một số từ vay mượn của từ tiếng Trung Quốc, và một số lượng lớn các thuật ngữ xã hội học, chẳng hạn như gəming (cách mạng) và gungshə (xã), đã được vay mượn từ tiếng Trung và đưa vào vốn từ vựng của ngôn ngữ này. Họ sử dụng chữ Tích Bá, một biến thể nhỏ của chữ Mãn Châu.